# Araneus mendoza
Araneus mendoza är en spindelart som beskrevs av Levi 1991. Araneus mendoza ingår i släktet Araneus och familjen hjulspindlar. Inga underarter finns listade i Catalogue of Life.